# مسابقه آواز یوروویژن ۱۹۷۵
مسابقه آواز یوروویژن ۱۹۷۵ ۲۰مین دوره از مسابقات آواز یوروویژن بود که در Stockholm International Fairs، سوئد برگزار شد. برنده آن کشور هلند بود. 